# Camosciata delle Alpi
La capra Camosciata delle Alpi è una razza caprina domestica di montagna, diffusa sull'arco alpino. È una razza a semplice attitudine, destinata cioè alla sola produzione di latte.

## Origine
Questa capra è originaria delle Alpi svizzere, ma si è diffusa poi sia in molti Paesi dell'Unione Europea (in particolar modo in Francia ed in Germania), che in Paesi extra europei. In Italia viene allevata con buoni risultati produttivi nelle regioni dell'arco alpino, soprattutto sui monti del Piemonte e del Trentino-Alto Adige, ma trova anche una buona diffusione in Lombardia. 
Fa parte delle sette razze caprine riconosciute ufficialmente in Svizzera (insieme alle capre Appenzel, Grigionese strisciata, Saanen,  Toggenburg, Vallesana e Verzaschese).
A partire dal 1973, per la grande diffusione della razza, è stato attivato anche in Italia il libro genealogico dedicato.

## Caratteristiche e morfologia
La Camosciata delle Alpi è una capra di taglia medio-grande, robusta e forte, ben adattata alle condizioni climatiche e geografiche montane. La testa si presenta relativamente piccola e fine, con presenza di barba nei maschi; le orecchie sono lunghe e inclinate obliquamente in avanti. Le corna, lunghe e più o meno arcuate, possono essere presenti sia nei maschi che nelle femmine.
Il tronco di norma è ampio e robusto, con fasce muscolari ben sviluppate, atte a sostenere lo sforzo fisico della pascolatura su terreni ripidi e dissestati.
Nelle femmine le mammelle sono due, di tipo piriforme e con capezzoli molto sviluppati.
Il nome di questa capra deriva dal fatto che il suo mantello ricorda la colorazione di quello del camoscio alpino:  assume infatti colorazione fulva, con varie tonalità più o meno scure, con la presenza di una riga mulina di colore nero lungo la colonna vertebrale. Anche le estremità degli arti, gli unghielli e la caratteristica maschera facciale sono di colore nero.
La pelle è sottile e si presenta pigmentata in nero.

## Allevamento e produzioni
La capra Camosciata delle Alpi è una capra che dà ottimi risultati sia in montagna che in pianura in virtù di una buona sopportazione sia del caldo che del freddo; viene allevata sia in allevamenti semistabulati che stabulati di medie e grandi dimensioni. 
Come molte specie adattate alla vita montana, anche questa è frugale nell'alimentazione, molto adattabile alle situazioni climatiche più diverse.
Al 2008, sul territorio italiano erano presenti 6610 capre suddivise in 253 allevamenti.
È un'ottima produttrice di latte, con produzione media per lattazione di circa 400 litri, che viene destinato principalmente alla trasformazione allo scopo di ottenere prodotti tipici a latte crudo, quali formaggi freschi e stagionati preparati a partire da lavorazioni lattica o presamica, oltre a yogurt e ricotta.